# Дерулед, Поль
Поль Деруле́д (фр. Paul Déroulède; 2 сентября 1846 года, Париж — 30 января 1914 года, возле Ниццы) — французский поэт, автор драм и романов; политический деятель, воинствующий националист и реваншист.

## Биография
Изучал юридические науки, но вскоре оставил их, увлёкшись литературными работами.
В войне 1870 г. принял участие в качестве волонтёра, при Седане был ранен и взят в плен, бежал, вновь участвовал в военных действиях и в подавлении Парижской коммуны.
Составил себе широкую известность двумя сборниками патриотических стихотворений, проникнутых воспоминанием о тяжёлой борьбе и мыслью о реванше: «Les chants du soldat» (1872) и «Les nouveaux chants du soldat» (1875).

### Лига патриотов
С целью подготовки реванша Дерулед образовал в 1882 г. «Лигу патриотов», в которой призывались участвовать все граждане, без различия партий. Лига имела успех, и вскоре по всей Франции распространились её разветвления. С появлением на политическом поприще генерала Буланже деятельность лиги приняла иной характер. Дерулед сделался одним из наиболее ревностных сторонников генерала, в котором он видел героя будущей войны с Германией.
Дерулед пытался перенести свою деятельность и за пределы Франции, предприняв в 1886 году поездку в Россию с целью антигерманской пропаганды, и повторил её в 1887 году для присутствия на похоронах Каткова.
В конце 1887 г. организовал ряд манифестаций по поводу президентского кризиса, главным образом с целью предупредить избрание в президенты Жюля Ферри. Воинственный образ его действий вызвал среди членов лиги сильное недовольство, вследствие чего Дерулед был вынужден сложить с себя звание почётного президента и члена правления лиги. Некоторые члены её остались, однако, верными Деруледу и под его руководством участвовали в буланжистской пропаганде, немало содействуя её временному успеху, особенно при избрании Буланже депутатом от Сены (январь 1889).

### Депутат
После бегства Буланже за границу Дерулед продолжал энергичную пропаганду в пользу буланжизма и на общих выборах в сентябре 1889 года был избран депутатом. Деятельность его в палате ознаменовалась рядом шумных интерпелляций и крайне вызывающим поведением. Неудачное обвинение против Клемансо заставило Деруледа летом 1893 года сложить с себя звание депутата.
Деятельность Деруледа этого периода была жёстко пародирована в рассказе Альфонса Алле «Экономический патриотизм» (из сборника 1895 года «Дважды два — пять», где автор впервые предложил новый метод войны, позволявший самым радикальным (практически, фашистским) способом «уничтожить всех немцев без единого выстрела» при помощи биологического и химического оружия.
В 1898 г. он был вновь выбран в палату депутатов и выступил как крайний националист-антисемит и антидрейфусар. Действуя вместе с бонапартистами и легитимистами, особенно первыми, он заявлял себя республиканцем, но республиканцем плебисцитарным; требовал избрания президента республики всенародной подачей голосов. При выборах президента республики в 1899 г. поддерживал Мелена.

### Призыв к государственному перевороту
Когда был избран Лубе, то 23 февраля 1899 г., во время похорон Феликса Фора, Дерулед сделал попытку государственного переворота; он попытался убедить генерала Роже (Jean Roget), следовавшего в похоронном кортеже, пойти на Елисейский дворец. Несерьёзно задуманная попытка не увенчалась успехом: Роже не принял совета, и Дерулед был арестован и предан суду по обвинению в измене, но в мае 1899 г. оправдан присяжными. В авг. 1899 г. был вновь предан суду, на этот раз сената, как верховного суда, по обвинению в подготовке государственной измены, и в январе 1900 г. приговорён к 10-летнему изгнанию из Франции.
Поселившись в Испании, вёл оттуда ожесточенную литературную кампанию против республики, а также против социалистов; сражался на дуэли с Жоресом, ради которой приезжал во Францию, причем полиция знала и о его приезде, и о дуэли, но не тронула его. В 1905 г. подошёл под амнистию, принятую парламентом, но не пожелал вернуться во Францию и переселился в Вену.

## Творчество
- В 1867 г. под псевдонимом «Жан Ребель» (Jean Rebel) печатал стихотворения в «Revue Nationale»; поставил на сцене Комеди Франсэз одноактную драму в стихах: «Juan Strenner».
- Сборники патриотических стихотворений-воспоминаний о тяжёлой борьбе и с мыслью о реванше:
  - «Les chants du soldat» (1872),
  - «Les nouveaux chants du soldat» (1875).
- В 1877 г. на сцене Одеона с шумным успехом была поставлена пятиактная драма Деруледа в стихах, «L’Hetman» (на украинско-польском материале), а в 1880 г. принята была к постановке в Комеди Франсэз, но не была поставлена по цензурным препятствиям, другая драма в стихах, «La Moabite».
- К его кантате «Vive la France» музыку написал Гуно.
- Издал:
  - «Sur Corneille, stances» (1873);
  - «De l'éducation militaire» (1882);
  - «Monsieur le Uhlan et les trois couleurs, conte de Noël» (1884);
  - роман «Histoire d’amour» (1890) и др.
- Его «Chants du paysan» (1894) и драмы «Messire Duguesclin» (1895) и «La mort de Hoche» (1897) произвели сильное впечатление, по крайней мере в кругах его политических единомышленников.